# Unterausschuss für Menschenrechte
Der Unterausschuss für Menschenrechte (englisch Subcommittee on Human Rights, französisch Sous-commission des droits de l'homme du Parlement européen, kuru DROI) ist ein Unterausschuss des Europäischen Parlaments und unterstützt den Ausschuss für auswärtige Angelegenheiten in Fragen zu Menschenrechten, Schutz von Minderheiten und der Förderung demokratischer Werte in Drittländern. Der Unterausschuss Menschenrechte wurde in der 6. Wahlperiode eingerichtet und hatte seine erste Sitzung am 24. Juli 2004. Seit Juli 2024 ist Mounir Satouri (EELV/G/EFA) Vorsitzender des Ausschusses.

## Funktion
Dieser Unterausschuss bearbeitet (Zitat): „Fragen im Zusammenhang mit den Menschenrechten, dem Schutz von Minderheiten und der Förderung demokratischer Werte in Drittländern. Dabei wird der Ausschuss von einem Unterausschuss Menschenrechte unterstützt. Unbeschadet der einschlägigen Bestimmungen sind Mitglieder anderer Ausschüsse und Organe mit Zuständigkeiten in diesem Bereich eingeladen, an den Sitzungen des Unterausschusses teilzunehmen.“

## Ausschussvorsitzende

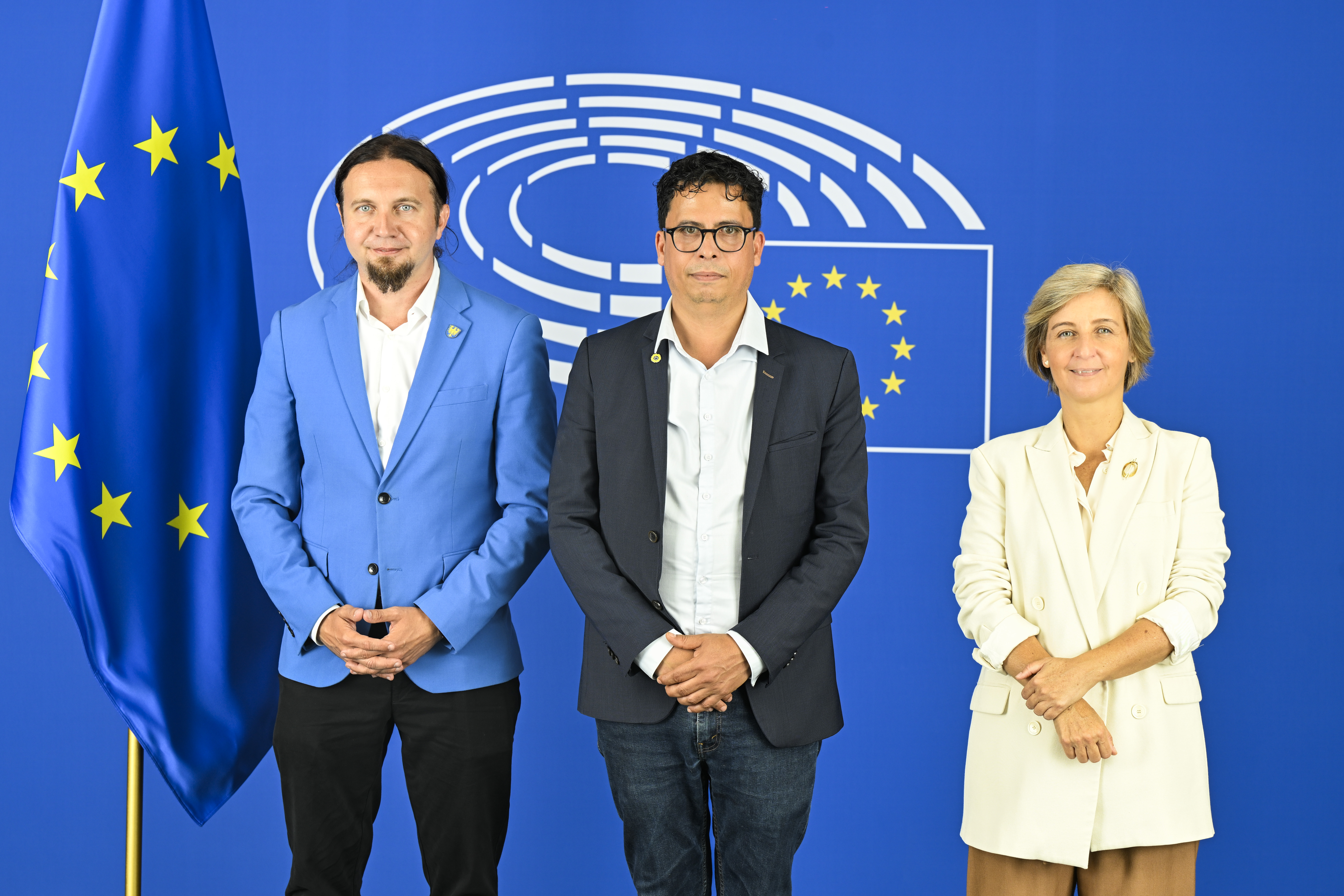
Ausschussvorsitzender Mounir Satouri (Mitte) mit Łukasz Kohut (links) und Marta Temido, zwei der vier stellvertretenden Vorsitzenden des Ausschusses der 10. Wahlperiode (2024–2029)

- September 2004–Juli 2009: Hélène Flautre (Les Verts/G-EFA)
- Juli 2009–September 2011: Heidi Hautala (Vihr./G-EFA)[4]
- September 2011–Juni 2014: Barbara Lochbihler (B’90/Grüne/G-EFA)[5]
- Juli 2014–Januar 2017: María Elena Valenciano Martínez-Orozco (PSOE/S&D)[6]
- Januar 2017–Juli 2019: Pier Antonio Panzeri (MDP/S&D)
- Juli 2019-Januar 2023: Marie Arena (PS/S&D)[7]
- Februar 2023–Juni 2024: Udo Bullmann (SPD/S&D)[8]
- seit Juli 2024: Mounir Satouri (EELV/G/EFA)[2]

## Mitglieder
Für eine aktuelle Liste der Mitglieder siehe den Internetauftritt des Ausschusses.

## Bestechungsskandal
Im Juli 2019 wurde Marie Arena (PS/S&D) zur Vorsitzenden in der 9. Legislaturperiode (2019–2024) gewählt.
Sie trat am 12. Januar 2023 von diesem Posten zurück, um einem förmlichen Abwahlverfahren zu entgehen. Der Ausschuss steht im Mittelpunkt eines Skandals; offenbar haben Katar und Marokko durch Bestechungsgelder Einfluss auf Mitglieder des Europäischen Parlaments genommen (siehe auch Eva Kaili#Korruptionsskandal). Marie Arena spielte dabei wohl eine zentrale Rolle.